# František Řezníček (politik)
František Řezníček (11. května 1915 – ???) byl český a československý, politik Komunistické strany Československa a poúnorový poslanec Národního shromáždění ČSR.

## Biografie
V roce 1948 se uvádí jako dřevomodelář a krajský tajemník KSČ, bytem Mladá Boleslav.
Ve volbách roku 1948 byl zvolen do Národního shromáždění za KSČ ve volebním kraji Mladá Boleslav. V parlamentu zasedal do května 1951, kdy rezignoval a nahradil ho František Havlín.